# Siv Jensen
Siv Jensen (født 1. juni 1969 i Oslo) er en norsk politiker (Fremskrittspartiet). Hun var Norges finansminister i Erna Solbergs regering fra 2013 til 2020.
Hun var medlem af Stortinget for Oslo fra 1997 til 2021 og leder af Fremskrittspartiet fra 2006 til 2021, parlamentarisk leder fra 2005 til 2013 og igen fra 28. januar 2020, parlamentarisk næstformand fra 2001 til 2005 og første næstformand i partiet fra 1999 til 2006.
Jensen var leder af Stortingets finanskomité 2001-2005. I 1997 blev hun finanspolitisk talskvinde. Jensen var klar arvtager efter partiets frontfigur gennem 30 år, Carl I. Hagen, og tog partiet ind i og ud af et borgerlig regeringssamarbejde.
Jensen opstillede ikke til genvalg ved Stortingsvalget 2021 og skal de næste tre år lede et arbejde i regi af Redningsselskapet for at forebygge drukningsulykker.
Hun er uddannet diplomøkonom fra Norges Handelshøyskole og har arbejdet som salgskonsulent hos Radio 1.
Den politiske karriere begyndte, da hun stillede op til Stortinget i Oslo valgkreds i 1993 og blev 5. suppleant. Hun blev ansat som Fremskrittspartiets gruppesekretær i Oslo. Hun blev i 1995 valgt til bystyret i byen. Ved Stortingsvalget i 1997 valgtes hun som stortingsmedlem for Oslo, og blev sekretær i Stortingets finansudvalg. Valget i 2001 styrkede Fremskrittspartiet, der dog ikke kom med i regeringen. Men Jensen blev formand for finansudvalget. Partiets hidtil bedste valgresultat blev opnået i 2005, men venstrefløjen fik flertal og dannede regering.
Siv Jensen har deltaget i Bilderberggruppens møde i 2006 i Canada.
Redaktøren af magasinet Ny Tid, Martine Aurdal, udgav en politisk biografi om Jensen i 2006.
Siv Jensen meddelte i februar 2021, at hun ikke ville genvælges som leder og ikke stillede til valg til Stortinget i 2021.